# Patterson Heights
Patterson Heights es un borough ubicado en el condado de Beaver en el estado estadounidense de Pensilvania. En el año 2000 tenía una población de 670 habitantes y una densidad poblacional de 1,064.6 personas por km².

## Geografía
Patterson Heights se encuentra ubicado en las coordenadas 40°44′21″N 80°19′41″O / 40.73917, -80.32806.

## Demografía
Según la Oficina del Censo en 2000 los ingresos medios por hogar en la localidad eran de $49,917 y los ingresos medios por familia eran $52,411. Los hombres tenían unos ingresos medios de $39,250 frente a los $31,771 para las mujeres. La renta per cápita para la localidad era de $21,244. Alrededor del 6.6% de la población estaba por debajo del umbral de pobreza.